# Svjatohirsk
Svjatohirsk (ukrajinsky Святогірськ; rusky Святогорск / Svjatogorsk, v letech 1963–2004 Slovjanohirsk – ukrajinsky Слов'яногірськ; rusky Славяногорск / Slavjanogorsk) je město v Donbasu na východní Ukrajině. V roce 2014 v něm žilo 4 600 obyvatel.
Osídlení v psaných zdrojích bylo zaznamenáno v 16. století. Svjatohirsk leží v oblasti Svatých Hor na Severním Doňci, asi 20 km severně od města Slovjansk a spadá pod správu tamní městské rady. Poblíž města je železniční stanice na hlavní trati Charkov–Doněck. Jedná se o poutní místo pro částečně jeskynní Svjatohirskou lávru sv. Nanebevzetí.
V roce 2022 se město stalo dějištěm rusko-ukrajinských bojů.